# Máriapócs

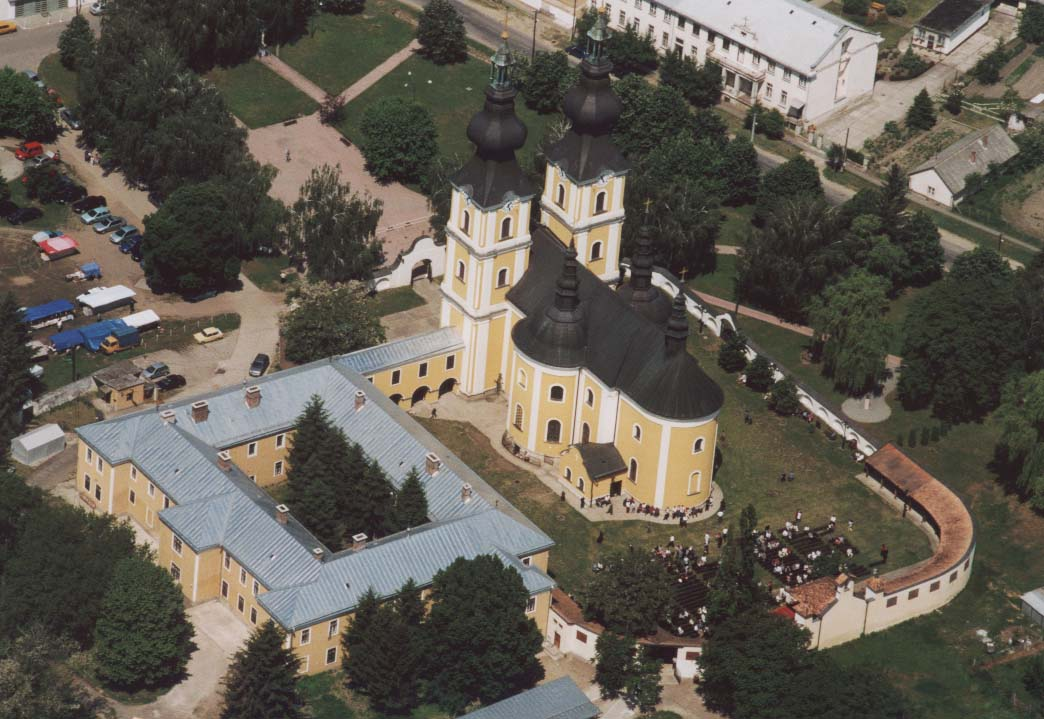
Biserica greco-catolică din Máriapócs

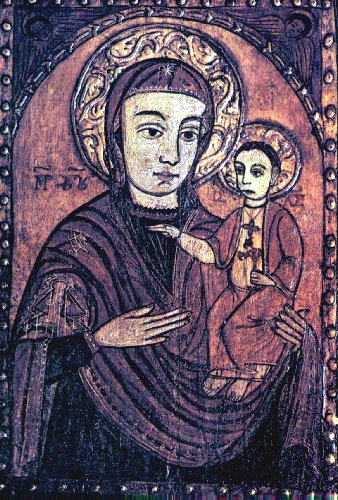
Icoana Fecioarei Maria de la Pócs

Máriapócs (colocvial Pócs, în româna ardeleană Poceiu, în română Pociu) este un orășel din Ungaria, în județul Szabolcs-Szatmár-Bereg, situat în întinsa câmpie din Nord-Est a Ungariei. Se găsește la 280 km de Budapesta, și la 30 km (spre est) de orașul Nyíregyháza. 

## Istorie
Prima menționare documentară a localității Pócs datează din anul 1280. Mult mai târziu, va primi numele actual: Máriapócs. În anul 1993 localitatea Máriapócs a fost ridicată la statutul de oraș.

## Loc de pelerinaj
În localitate se află biserica greco-catolică din Máriapócs, un important loc de pelerinaj. Biserica adăpostește o copie din secolul al XIX-lea a icoanei Maicii Domnului Înlăcrimate. Originalul icoanei din secolul al XVII-lea se păstrează în Catedrala Sfântul Ștefan din Viena. Biserica greco-catolică din Maria Pócs este împodobită cu un vast iconostas. 
Biserica respectivă face parte din mănăstirea baziliană. 
În data de 23 septembrie 1729 în acest lăcaș a fost hirotonit preot Inocențiu Micu-Klein.
La 1 decembrie 1752, a fost hirotonit episcop Petru Pavel Aron, în acest lăcaș.
Pe 18 august 1991 papa Ioan Paul al II-lea a concelebrat la Máriapócs liturghia în rit bizantin, alături de înalți ierarhi ai bisericilor unite din Ungaria, România, Slovacia, Ucraina ș.a.m.d., în frunte cu cardinalul Alexandru Todea, arhiepiscop și mitropolit greco-catolic de Blaj, și Szilárd Keresztes, episcop greco-catolic de Hajdúdorog și administrator apostolic de Mișcolț.

## Personalități
În data de 23 septembrie 1729, Inocențiu Micu-Klein a fost hirotonit preot în Biserica Maicii Înlăcrimate din Máriapócs (pe atunci Pócs).

## Demografie
Componența etnică a orașului Máriapócs
     Maghiari (88,36%)
     Romi (8,89%)
     Ruteni (1,99%)
     Necunoscut (0,24%)
     Alții (0,52%)
Componența confesională a orașului Máriapócs
     Greco-catolici (50,85%)
     Romano-catolici (24,09%)
     Reformați (4,5%)
     Fără religie (3,85%)
     Necunoscută (16,48%)
     Atei (0,23%)
     Alte religii (0,18%)
Conform recensământului din 2011, orașul Máriapócs avea 2.179 de locuitori. Din punct de vedere etnic, majoritatea locuitorilor (88,36%) erau maghiari, existând și minorități de romi (8,89%) și ruteni (1,99%). Apartenența etnică nu este cunoscută în cazul a 0,24% din locuitori.  Din punct de vedere confesional, majoritatea locuitorilor (50,85%) erau greco-catolici, existând și minorități de romano-catolici (24,09%), reformați (4,5%) și persoane fără religie (3,85%). Pentru 16,48% din locuitori nu este cunoscută apartenența confesională.